# Anthony LaPaglia
Anthony LaPaglia (Adelaide, 31 gennaio 1959) è un attore australiano naturalizzato statunitense.

## Biografia
LaPaglia nasce e cresce ad Adelaide, nell'Australia Meridionale, figlio di Gedio "Eddie" LaPaglia, un meccanico e rivenditore d'auto italiano originario di Bovalino (in provincia di Reggio Calabria), emigrato con la famiglia in Australia all'età di otto anni, e di Maria Johannes Brendel, una segretaria ed ex-modella olandese. Ha un fratello minore, Jonathan, anch'egli attore. Avendo cercato di perdere il più possibile il suo accento australiano per meglio inserirsi nell'ambiente cinematografico statunitense, parla con un indistinto amalgama dell'accento americano e quello australiano.
Nel 1998 ha sposato l'attrice australiana Gia Carides, da cui ha avuto una figlia, Bridget, nel 2003. La coppia si separò nel 2015, per poi divorziare nel giugno 2016; nel 2015 ha iniziato una relazione con Alexandra Henkel (di trent'anni più giovane di lui) che ha poi sposato nel 2018.
LaPaglia è stato portiere della squadra di calcio della sua città natale nella National Soccer League australiana durante gli anni ottanta, passione che coltiva anche ora come partner della Sydney FC, e gioca ancora, nonostante abbia avuto un reimpianto di femore, conseguente all'aver praticato questo sport, nel 2004. Ha giocato occasionalmente con l'Hollywood United insieme ad altre star come Frank Leboeuf, Vinnie Jones, Steve Jones (ex componente dei Sex Pistols) e altri. LaPaglia è attivo anche nel volontariato, e tiene corsi di recitazione per il Young Storytellers Program.
Dal 2002 al 2009 è stato protagonista di Senza traccia, dove ha interpretato Jack Malone dopo il rifiuto di Jeff Speakman.

## Filmografia

### Attore

#### Cinema
- Lama d'acciaio (Cold Steel), regia di Dorothy Ann Puzo (1987)
- Schiavi di New York (Slaves of New York), regia di James Ivory (1989)
- Peccato mortale (Mortal Sins), regia di Yuri Sivo (1990)
- Il matrimonio di Betsy (Betsy's Wedding), regia di Alan Alda (1990)
- Dice lui, dice lei (He Said, She Said), regia di Ken Kwapis e Marisa Silver (1991)
- La giustizia di un uomo (One Good Cop), regia di Heywood Gould (1991)
- Perseguitato dalla fortuna (29th Street), regia di George Gallo (1991)
- Perversione mortale (Whispers in the Dark), regia di Christopher Crowe (1992)
- Amore all'ultimo morso (Innocent Blood), regia di John Landis (1992)
- Mia moglie è una pazza assassina? (So I Married an Axe Murderer), regia di Thomas Schlamme (1993)
- Killer, regia di Mark Malone (1994)
- Il cliente (The Client), regia di Joel Schumacher (1994)
- Agenzia salvagente (Mixed Nuts), regia di Nora Ephron (1994)
- Empire Records, regia di Allan Moyle (1995)
- Mosche da bar (Trees Lounge), regia di Steve Buscemi (1996)
- Brilliant Lies, regia di Richard Franklin (1996)
- Commandments, regia di Daniel Taplitz (1997)
- Phoenix - Delitto di polizia (Phoenix), regia di Danny Cannon (1998)
- The Repair Shop, regia di Phillip Noyce (1998)
- S.O.S. Summer of Sam - Panico a New York (Summer of Sam), regia di Spike Lee (1999)
- Accordi e disaccordi (Sweet and Lowdown), regia di Woody Allen (1999)
- Una spia per caso (Company Man), regia di Peter Askin e Douglas McGrath (2000)
- Terza generazione (Looking for Alibrandi), regia di Kate Woods (2000)
- La casa della gioia (The House of Mirth), regia di Terence Davies (2000)
- Autumn in New York, regia di Joan Chen (2000)
- Jack il cane (Jack the Dog), regia di Bobby Roth (2001)
- Lantana, regia di Ray Lawrence (2001)
- The Bank - Il nemico pubblico n°1 (The Bank), regia di Robert Connolly (2001)
- Salton Sea - Incubi e menzogne (The Salton Sea), regia di D. J. Caruso (2002)
- I'm with Lucy, regia di Jon Sherman (2002)
- The Guys, regia di Jim Simpson (2002)
- Un boss sotto stress (Analyze That), regia di Harold Ramis (2002) - cameo non accreditato
- Era mio padre, regia di Sam Mendes (2002) - non accreditato
- Manhood, regia di Bobby Roth (2003)
- Amore e odio a New York (Happy Hour), regia di Mike Bencivenga (2003)
- Spinning Boris, regia di Roger Spottiswoode (2003)
- The Architect, regia di Matt Tauber (2006)
- Played - Se non giochi muori, regia di Sean Stanek (2006)
- Mental, regia di P.J. Hogan (2012)
- A Good Marriage, regia di Peter Askin (2014)
- I segreti di Big Stone Gap (Big Stone Gap), regia di Adriana Trigiani (2014)
- Holding the Man, regia di Neil Armfield (2015)
- Nemesi (The Assignment), regia di Walter Hill (2016)
- Annabelle 2: Creation (Annabelle: Creation), regia di David F. Sandberg (2017)
- Rogue Agent - La recluta (Rogue Agent), regia di Kai Barry (2017)
- Toy Gun, regia di Marco Serafini (2018)
- Nitram, regia di Justin Kurzel (2021)

#### Televisione
- Storie incredibili (Amazing Stories) – serie TV, episodio 1x05, regia di Steven Spielberg (1985)
- Magnum, P.I. – serie TV, 1 episodio (1986)
- Ai confini della realtà (The Twilight Zone) – serie TV, 1 episodio (1986)
- Hunter – serie TV, 1 episodio (1987)
- Gideon Oliver – serie TV, 1 episodio (1989)
- Hardball – serie TV, 1 episodio (1989)
- Father Dowling Mysteries – serie TV, 1 episodio (1990)
- I racconti della cripta (Tales from the Crypt) – serie TV, 1 episodio (1991)
- Scacco alla città (Keeper of the City) – film TV (1991)
- Giù le mani dalla strega (Black Magic), regia di Daniel Taplitz – film TV (1992)
- Murder One – serie TV, 18 episodi (1996-1997)
- Lansky - Un cervello al servizio della mafia (Lansky), regia di John McNaughton – film TV (1999)
- Frasier – serie TV, 8 episodi (2000-2004)
- On the Edge, regia di Anne Heche, Mary Stuart Masterson, Helen Mirren e Jana Sue Memel – film TV (2001)
- CSI - Scena del crimine (CSI: Crime Scene Investigation) – serie TV, episodio 8x06 (2007)
- Senza traccia (Without a Trace) – serie TV, 160 episodi (2002-2009)
- The Eichmann Show - Il processo del secolo (The Eichmann Show), regia di Paul Andrew Williams – film TV (2015)
- Riviera – serie TV, 14 episodi (2017-2019)
- Bad Blood – serie TV, 6 episodi (2017)
- Florida Man – miniserie TV (2023)

### Doppiatore
- Happy Feet, regia di George Miller (2006)
- $9.99 (2008)
- Il regno di Ga'Hoole - La leggenda dei guardiani (Legend of the Guardians: The Owls of Ga'Hoole), regia di Zack Snyder (2010)
- Happy Feet 2, regia di George Miller (2011)

## Doppiatori italiani
Nelle versioni in italiano dei suoi film, Anthony LaPaglia è stato doppiato da:
- Stefano De Sando in Phoenix - Delitto di Polizia, Accordi e disaccordi, Senza traccia, S.O.S. Summer of Sam - Panico a New York, The Eichmann Show - Il processo del secolo, Holding the Man, Riviera
- Paolo Marchese in Terza generazione, Spinning Boris - Intrigo a Mosca, Played - Se non giochi muori, Nemesi, Bad Blood
- Massimo Rossi in Se mi piaci perchè no?, Il giorno del camaleonte, A Good Marriage
- Fabrizio Temperini in Dice lui, dice lei, Mosche da bar
- Saverio Indrio in The Bank - Il nemico pubblico nº1, Lantana
- Mario Cordova in Perversione mortale, Amore all'ultimo morso
- Massimo Lodolo in Scacco alla città
- Roberto Pedicini in Empire Records
- Marco Mete in Mia moglie è una pazza assassina?
- Ennio Coltorti in The Guys
- Gianni Garofalo ne Il matrimonio di Betsy
- Francesco Pannofino in Commandments
- Paolo Buglioni in Un boss sotto stress
- Pasquale Anselmo in Autumn in New York
- Marco Balzarotti in Lansky - Un cervello al servizio della mafia
- Massimo De Ambrosis in Agenzia salvagente
- Massimo Corvo in Perseguitato dalla fortuna
- Lorenzo Macrì in Bugie pericolose
- Enzo Avolio in La casa della gioia
- Pino Insegno in La vera storia di Jimmy V
- Angelo Maggi in Salton Sea - Incubi e menzogne
- Giorgio Bonino in Giustizia criminale
- Mino Caprio in La giustizia di un uomo
- Rodolfo Bianchi in Played - Se non giochi muori
- Sandro Iovino ne Il cliente
- Stefano Mondini in Annabelle 2: Creation
- Antonio Palumbo in Rogue Agent - La recluta

Da doppiatore è sostituito da:
- Alberto Angrisano in Il Regno di Ga'Hoole - La leggenda dei Guardiani
- Pasquale Anselmo in Happy Feet e Happy Feet 2

## Premi
- Premio Australian Film Institute Awards del 2001, come miglior attore protagonista, per Lantana
- Premio Emmy per Frasier (2003)
- Golden Globe per il miglior attore in una serie drammatica per Senza traccia (2004)